# 克雷希米尔·乔西奇
克雷希米尔·乔西奇（1948年11月26日—1995年5月25日），克罗地亚男子篮球运动员。他曾代表南斯拉夫国家队参加1968年、1972年、1976年和1980年夏季奥林匹克运动会篮球比赛，获得一枚金牌和二枚银牌。